# Шаов, Тимур Султанович
Тиму́р Султа́нович Ша́ов (род. 14 июля 1964, Черкесск) — российский поэт, сатирик, автор и исполнитель песен.

## Биография
Семья: отец Султан Азамат-Гиреевич Шаов, инженер-конструктор, изобретатель; мать Роза Абдул-Хамидовна Джанибекова (1926—1992), кандидат исторических наук, в 1963—1982 годах возглавляла Карачаево-Черкесский научно-исследовательский институт истории, языка и литературы, дед Абдул-Хамид Шершенбиевич Джанибеков — известный учёный-этнограф, один из создателей ногайской письменности, автор первых ногайских букварей и грамматик.
Классического музыкального образования не имеет. Азы прошёл в музыкальном училище, где преподавали студенты во время педагогической практики, позже играл во Дворце пионеров в вокально-инструментальном ансамбле.
Окончив школу в 1981 году, поступил на лечебный факультет Ставропольского медицинского института. По специальности — гастроэнтеролог. На предпоследнем, пятом курсе сломал ногу и более полугода провёл в гипсе — это стало темой его первой песни — «Я себе сломал ногу́». По словам Шаова, «Конечно, я сочинял и раньше. Эта песня первая, что называется, „серийная“. Первая, которую я стал постоянно исполнять».
После окончания мединститута в 1987 году был направлен по распределению в родную Карачаево-Черкесию — сельским врачом в станицу Зеленчукскую (жил в посёлке Нижний Архыз, за 25 километров от работы) — и задержался там на целых двенадцать лет. Этому периоду жизни посвящена песня «Деревенька» (впоследствии с ней он стал лауреатом Грушинского фестиваля).
С 1999 по 2002 год жил в Дубне Московской области. С 2002 года, занимаясь бардовской песней, переехал в Москву. О столичной жизни вскоре появилась песня «Пробки в Москве».
Член союза литераторов России. Обладатель премии Шансон года 2003. Песни Тимура находились в ротации на радио «Шансон».
В кругах КСП и ИТР творчество Шаова очень ценится и даже растаскивается на крылатые фразы. К наиболее известным широким массам композициям относятся «Включайте поворотники» и «Транзитный поезд через Украину». В 2006 году он выпустил песню «Свободная частица», где упомянул «басманное правосудие». Исполнитель склонен к музыкальным экспериментам, в его аранжировках используются цимбалы, виолончель, тромбон, китайская флейта, най, контрабас и много других затейливых инструментов, но в центре внимания все равно остаются негромкий хитроватый голос и остроумные тексты.
На вопрос, к какому жанру он относится, Тимур Шаов ответил, что работает на стыке жанров: юмор, сатира, шансон, рок, рэп, бардовская песня, с добавлением мексиканской, китайской и индийской музыки. Выступал также с симфоническим оркестром.
В 2010 году был удостоен премии «Золотой телёнок» «Литературной Газеты» («Клуба 12 стульев»).
В 2014 году сибирский фонд по увековечиванию памяти Владимира Высоцкого наградил Шаова медалью «Бард России». До него этой награды удостаивались лишь пятеро отечественных бардов: Александр Городницкий, Юлий Ким, Юрий Кукин, Олег Митяев, Вадим Егоров. Медаль вручила Иза Высоцкая.
В марте 2014 года вместе с рядом других деятелей культуры выразил своё несогласие с политикой российской власти в Крыму.
В 2019 году отпраздновал 55-летие и выпустил альбом «Тайное знание Гидрометцентра», запись финансировали поклонники на краудфандинговой платформе Planeta.ru, в концертах принимали участие Михаил Махович (мандолина) и Николай Григорьев (гитара).

### Личная жизнь
- Женат, трое детей — сын и две дочери[3].
- Старший брат, Мурат Шаов (род. 1957) — заслуженный врач РФ, более 30 лет возглавлял Московскую областную психиатрическую больницу № 14[17][18].

## Дискография

### Кассетные издания
1. 1997 — «Фамильный медальон»
2. 1997 — «Хоронила мафия»

### Студийные номерные альбомы
1. 1997 — «От Бодлера до борделя (c гр. ГрАссМейстер)»
2. 1998 — «Любовное чтиво»
3. 1999 — «Верните, ТоВАРИщи, оптимизм!»
4. 2000 — «Сказки нашего времени»
5. 2002 — «По классике тоскуя…»
6. 2004 — «Выбери меня»
7. 2006 — «Свободная частица»
8. 2008 — «И какая меня муза укусила?»
9. 2010 — «О чём молчал Герасим»
10. 2013 — «Перспективы»
11. 2015 — «Один день дяди Жоры»
12. 2017 — «При чём тут Фрейд?»[19]
13. 2019  — «Тайное знание Гидрометцентра»[20][21]

### Сборники
1. 2001 — «Итоги пятилетки»
2. 2004 — «Тимур Шаов. Русские шансонье»
3. 2007 — «Избранное. 10 лет» (добавлена песня «Гимн риэлтора»)
4. 2007 — «Избранное. Новая коллекция»
5. 2009 — «Промежуточный итог» (подарочный комплект альбомов к 45-летию автора)
6. 2010 — «Российские барды. Том 18. Тимур Шаов»
7. 2016 — «Наш союз»

### Видеография
- 2004 — Концерт в Московском Государственном Театре Эстрады 1 марта 2004 г.[22]
- 2004 — Концерт 18 мая 2004 года (ДК АЗЛК — Культурный центр «Москвич»). 119 мин., кинокомпания «Музпром-МО»[23]
- 2005 — Фильм-концерт. 131 мин., кинокомпания «Музпром Продакшн»
- 2006 — Тимур Шаов (DVD+CD). Кинокомпания «Музпром Продакшн»
- 2011 — Промежуточный итог. 2-е издание, дополненное (9 CD + 2 mp3 + DVD). Кинокомпания «Музпром Продакшн»
- 2018 — От Бодлера до Фрейда. Фильм-концерт (DVD+mp3)[24]

## Фильмография
| Год  |   | Название                        | Роль                                   |
| ---- | - | ------------------------------- | -------------------------------------- |
| 2001 | ф | С точки зрения ангела (комедия) | «Дед Мороз»; тексты песен и исполнение |
| 2006 | ф | Парк советского периода         | Тексты песен и исполнение              |

## Награды
- Премия Московской Хельсинкской группы за защиту прав человека средствами культуры и искусства (2018)[25].